# Erlang, Henan
Erlang (kinesiska: 二郎乡) är en ort i Kina. Den ligger i provinsen Henan, i den centrala delen av landet, omkring 170 kilometer söder om provinshuvudstaden Zhengzhou. Antalet invånare är 37 498. Befolkningen består av 18 330 kvinnor och 19 168 män. Barn under 15 år utgör 23,0 %, vuxna 15-64 år 65 %, och äldre över 65 år 11,0 %.
Runt Erlangxiang är det tätbefolkat, med 427 invånare per kvadratkilometer. Närmaste större samhälle är Hexing, 9,4 km söder om Erlangxiang. Trakten runt Erlangxiang består till största delen av jordbruksmark.
Genomsnittlig årsnederbörd är 984 millimeter. Den regnigaste månaden är augusti, med i genomsnitt 180 mm nederbörd, och den torraste är januari, med 10 mm nederbörd.